# Парк имени Туманяна
Парк и́мени Туманя́на — парк в Ереване, расположенный в районе Ачапняк. Он имеет площадь 7 га, расположен в ущелье реки Раздан и ограничен с запада улицей Алабяна, с юга — пересекающим ущелье Большим Разданским мостом, с востока — руслом Раздана и с севера — зданием Центра креативных технологий «Тумо». Из-за этого в разговорной речи его нередко называют «парк Тумо».
Парк, названный в честь знаменитого армянского писателя и поэта Ованеса Туманяна, был открыт в 1970 году к 100-летию со дня его рождения. В 1973 году статуи Ануш и Саро, двух главных героев поэмы Туманяна «Ануш», были установлены в парке. В 1986 году в парке была установлена ещё одна статуя персонажа Туманяна Лореци Сако.
В 1990-е годы из-за неблагополучной финансовой обстановки в стране парк пришёл в упадок, часть деревьев была вырублена. В 2009—2010 годах он был реконструирован: внедрена автоматическая система полива, оборудованы площадки для футбола и баскетбола, построены детские площадки, посажены 1000 деревьев, уложены пешеходные и велосипедные дорожки. Рядом с бывшим кинотеатром «Арагац», примыкавшим к парку, был создан центр креативных технологий «Тумо». В настоящее время этот парк весьма популярен у горожан.

## Галерея

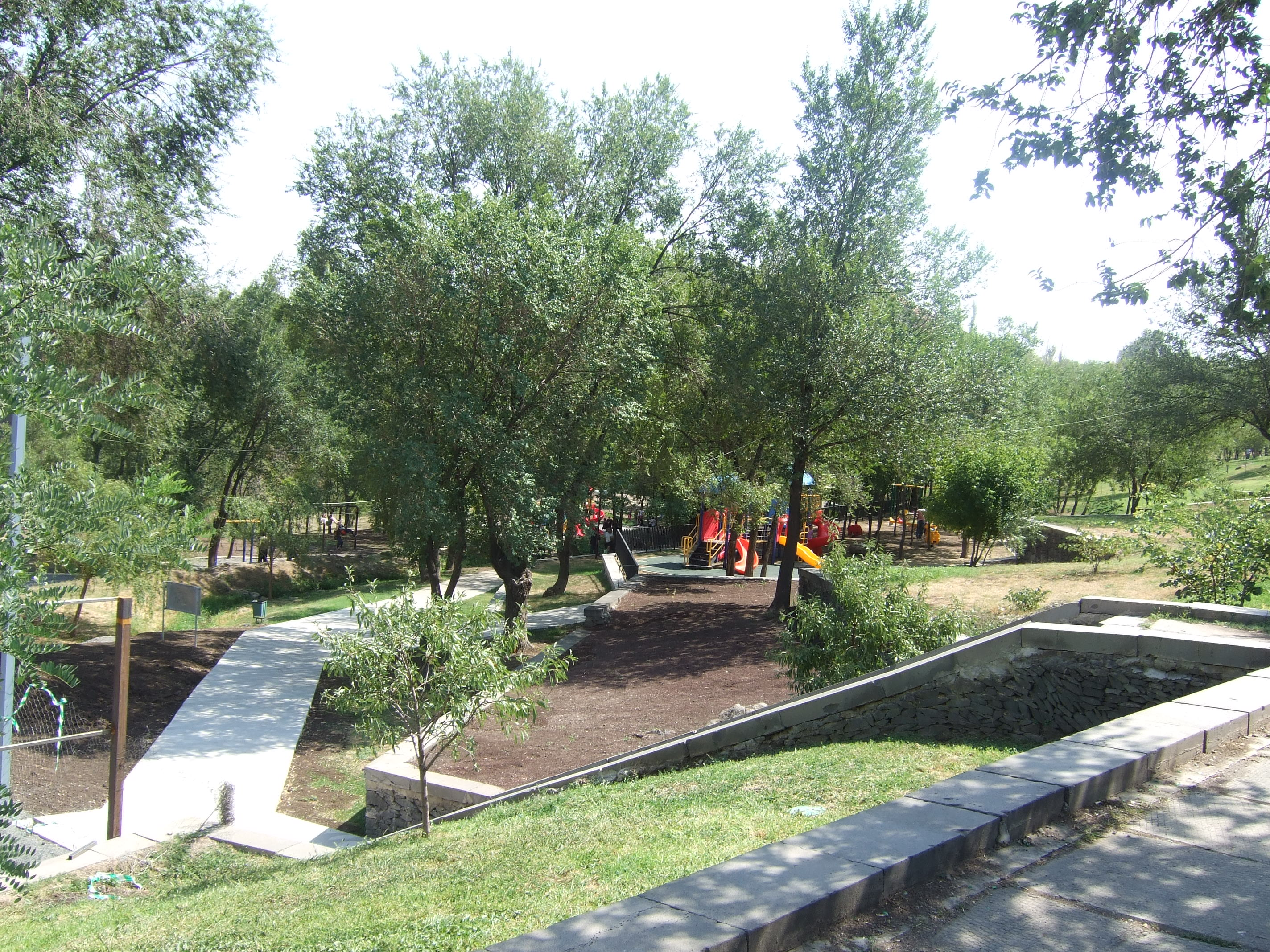
Вид в парке
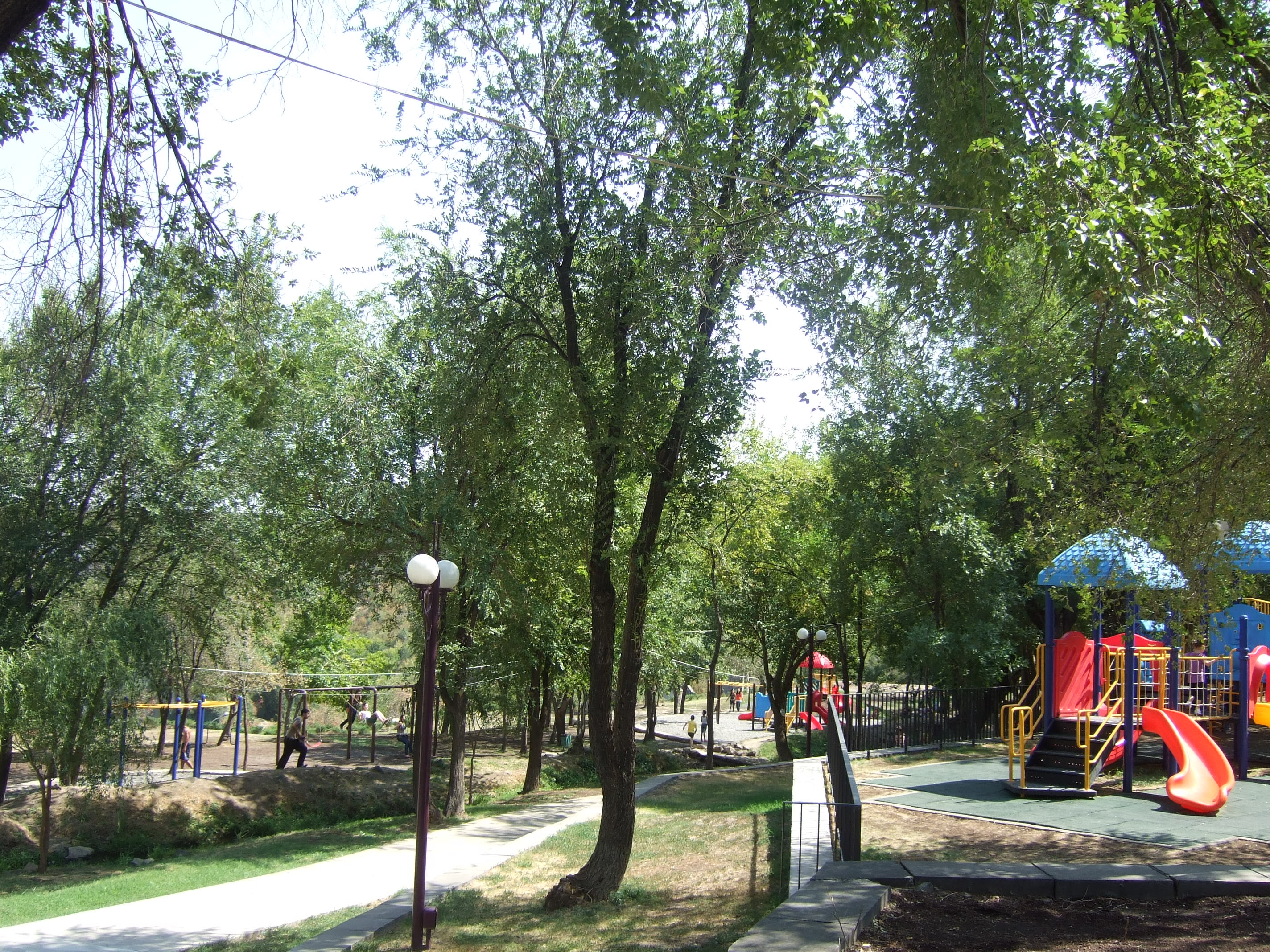
Детская площадка
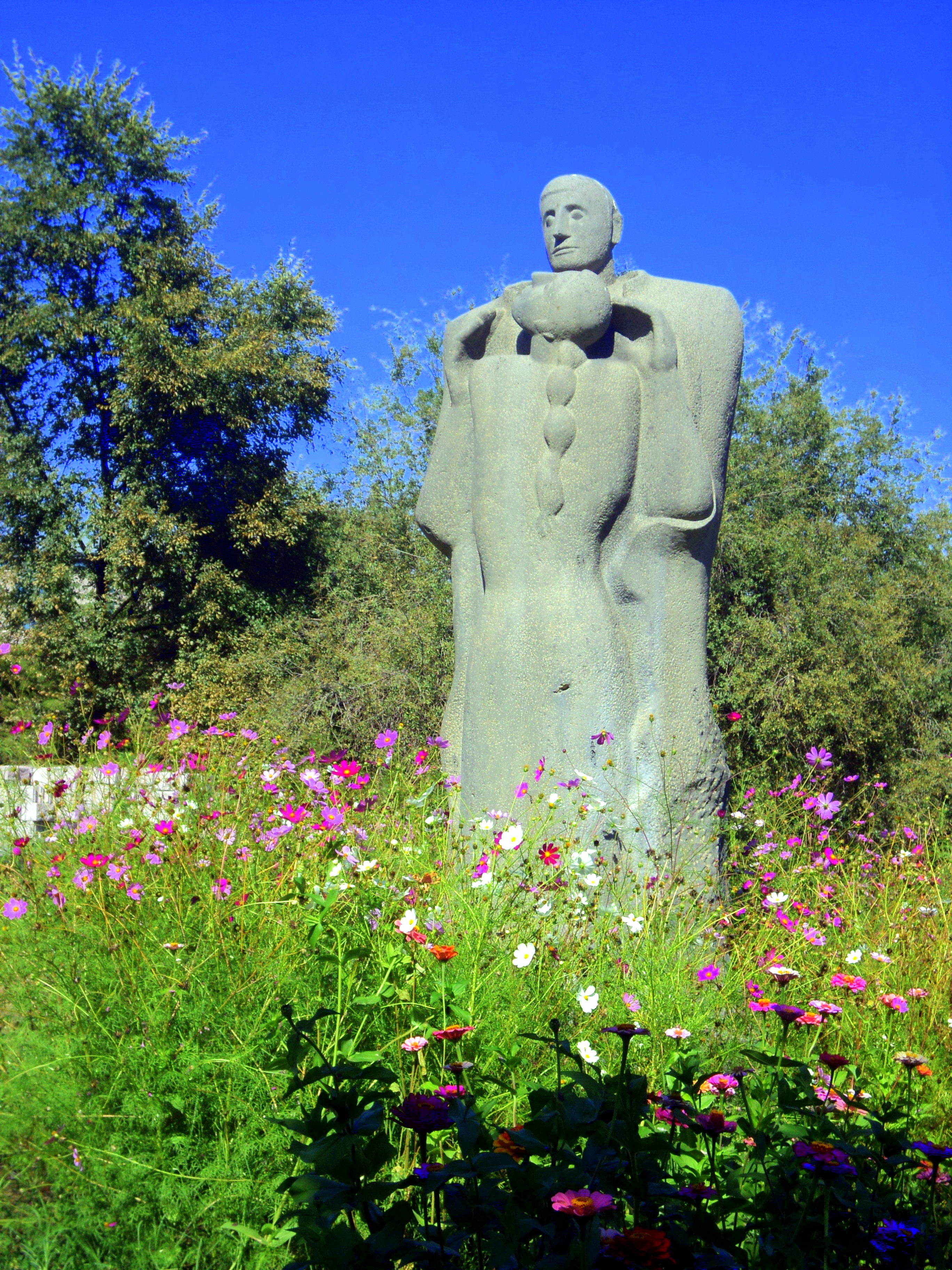
Ануш и Саро
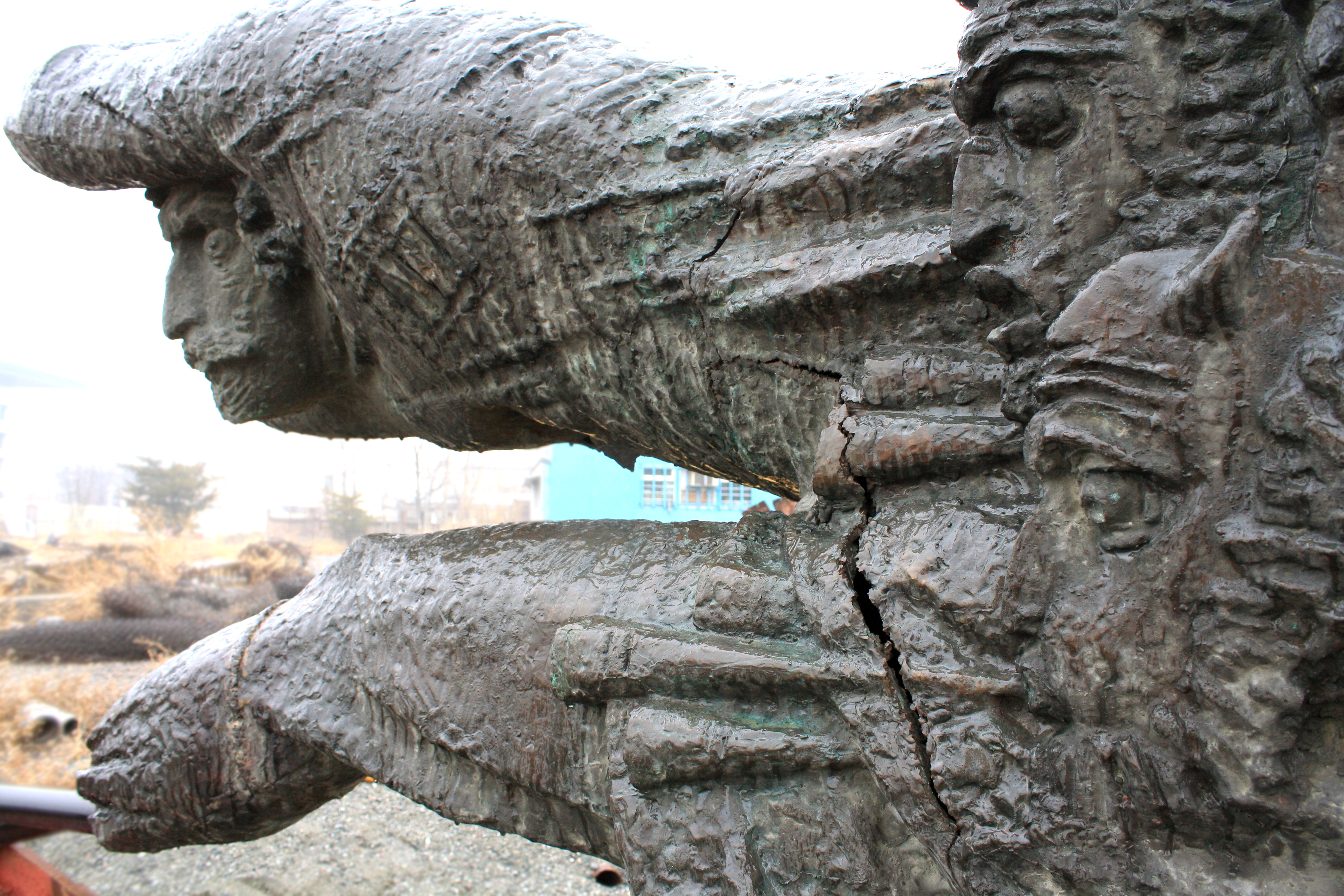
Лореци Сако